# Vasco Santana

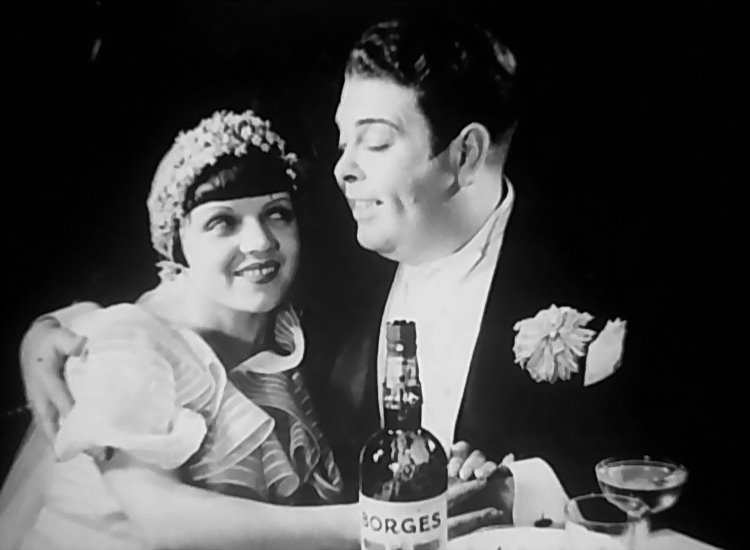
Vasco Santana mit Beatriz Costa in A Canção de Lisboa (1933)

Vasco António Rodrigues Santana (* 28. Januar 1898 in Lissabon; † 13. Juni 1958 ebenda) war ein portugiesischer Schauspieler.

## Werdegang
Geboren im Lissabonner Stadtteil Benfica, begann er sich früh für Theater zu interessieren. Nach einem ersten Auftritt in einem kleinen Stück am Teatro Avenida 1917 erhielt er weitere Rollen, und er brach sein Architektur- und Kunst-Studium ab. Nach einer Reihe von Engagements, u. a. am Teatro São Luiz und zu Brasilien-Schauspielreisen, spielte er 1933 in der Filmkomödie „Das Lied von Lissabon“ (A Canção de Lisboa). Es war der erste Film in ausschließlich portugiesischer Produktion und wurde ein Kassenerfolg. Der Film begründete eine Welle bis heute populärer Komödien der 1930er bis 1950er Jahre, in denen Santana mit Schauspielkollegen wie Beatriz Costa, Ribeirinho und besonders António Silva ein breites Publikum mit sprühendem Witz unterhielt. Sie alle kamen vom Revuetheater, und so war auch Santana geübt darin, zu singen, zu improvisieren, und gutgelaunte Unterhaltung mit präziser Schauspielleistung darzubieten. So wurden Filme wie O Pai Tirano („Der tyrannische Vater“, Regie: António Lopes Ribeiro), O Pátio das Cantigas („Hinterhof der Lieder“, 1942, Regie: Ribeirinho) oder Fado, História d’uma Cantadeira („Fado, Geschichte einer Sängerin“, 1947, mit Amália Rodrigues, Regie: Perdigão Queiroga) bis heute beliebte Klassiker. Im Bemühen, in die neugeschaffene UNO aufgenommen zu werden, startete das Salazar-Regime 1952 eine Kampagne, um die hohe Analphabetenrate des Landes zu reduzieren. Hierfür wurde Vasco Santana als Darsteller für die Figur des Zé Analfabeto (dt. etwa Sepp Analphabet) engagiert, der in 6 Kurzfilmen des Regisseurs Carlos Marques für die landesweite Kampagne der Erwachsenenbildung warb.
Das portugiesische Kino befand sich seit Anfang der 50er Jahre im fortschreitenden Niedergang und konnte Santana nun immer seltener so erfolgreiche Filmrollen wie bisher anbieten. Er spielte weiter am Theater, bis er 1958 in seiner Heimatstadt starb.

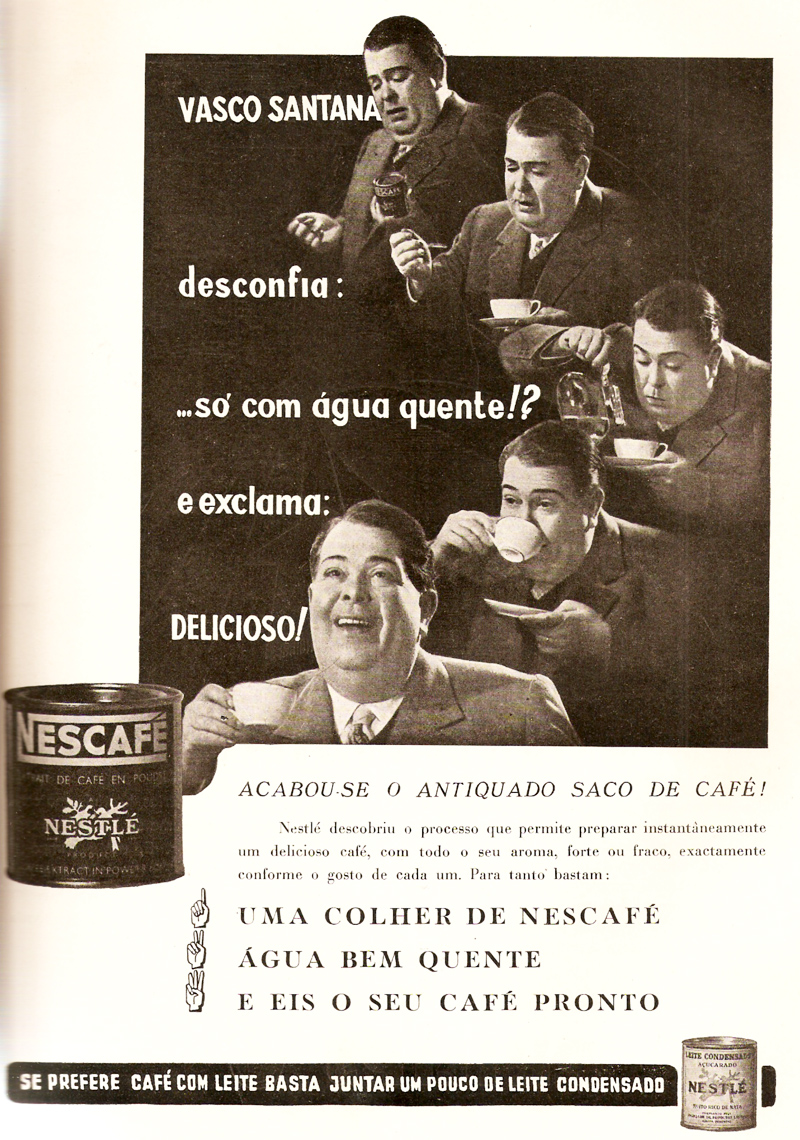
Vasco Santana als Werbeträger, Anfang der 1930er Jahre

## Rezeption
Santanas Darstellung gutmütiger, lebensfroher und komischer Charaktere war eine der Konstanten der erfolgreichen portugiesischen Komödien und Tragikomödien der 30er bis 50er Jahre. Mit Distanz zum autoritären Estado-Novo-Regime oder mit künstlerischen Ansprüchen über die Unterhaltung des Publikums hinaus ist er nicht bekannt geworden. Doch die Darstellung volkstümlicher Figuren machte aus ihm, dank gelungenem Wortwitz und überzeugender schauspielerischer Leistungen, den bis heute bekanntesten und populärsten portugiesischen Schauspieler, zusammen mit Antonio Silva. Seine besondere Beliebtheit erwuchs dabei aus dem liebenswürdigen, volkstümlichen und über sich selbst lachen könnenden Menschen, den die Öffentlichkeit in ihm sah. Einige seiner Filmzitate gingen in den allgemeinen Sprachgebrauch in Portugal ein, etwa in O Pátio da Cantigas sein Gespräch als Betrunkener mit einer nächtlichen Straßenlaterne und seine provozierenden Wortwitze mit seinem ihm feindlich gesinnten Schwiegervater, gespielt von António Silva. So wurde er damals wie heute als populärer Werbeträger eingesetzt und immer wieder mit ihm gewidmeten Theaterstücken oder Fernseh-Rückschauen geehrt. Auch portugiesische Straßen und Theater wurden nach ihm benannt.

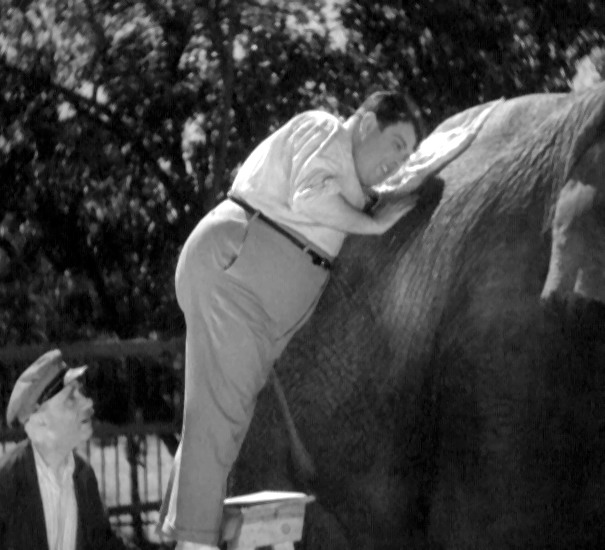
Vasco Santana in A Canção de Lisboa (1933)

## Filmografie

### Darsteller
| - 1929: A Menina Endiabrada - 1930: Lisboa - 1933: Das Lied von Lissabon (A Canção de Lisboa) - 1935: O Grande Nicolau - 1941: O Pai Tirano - 1941: Famalicão (Erzähler) - 1942: O Pátio das Cantigas - 1946: Camões - 1947: Fado, História d’uma Cantadeira - 1948: Não Há Rapazes Maus - 1949: Ribatejo | - 1951: Sonhar É Fácil - 1952: Confissões de um Analfabeto - 1952: O Zé Analfabeto nos CTT - 1952: O Zé Analfabeto na Vida Corrente - 1952: O Zé Analfabeto e o Trânsito - 1952: O Zé Analfabeto Faz Exame - 1952: O Zé Já Não É Analfabeto - 1952: Eram Duzentos Irmãos - 1953: O Comissário de Polícia - 1954: O Costa d’Africa - 1956: O Dinheiro dos Pobres |

### Drehbuch
- 1937: Maria Papoila
- 1941: O Pai Tirano
- 1942: O Pátio das Cantigas
- 1954: O Costa d’Africa